# Gerhard Grothusen
Gerhard Grothusen (9. oktober 1806 i Rendsburg – 29. september 1878 i Plön) var en holstensk amtmand.
Han var en søn af overkontrollør for Hertugdømmerne Slesvig og Holsten, justitsråd Gerhard (Gerhd) Grothusen (3. oktober 1765 i Itzehoe – 3. august 1832 i Rendsburg). Efter at have taget juridisk eksamen i Glückstadt blev han 1832 volontær i Rentekammerets Tyske Kancelli, 1834 fuldmægtig, 1837 sekretær og 1840 kommitteret. Han var medstifter af Det Sjællandske Jernbaneselskab og valgtes på den konstituerende generalforsamling 2. juli 1844 til medlem af jernbanedirektionen, i hvilken han blev kassedirektør, medens Gustav Skram blev udførende og sekretær Søren Hjorth teknisk direktør. Denne direktion ledede ikke alene København-Roskilde-banens anlæg, men også dens drift, efter at den 26. januar 1847 var blevet åbnet for publikum. Det lykkedes den dog ikke at tilvejebringe den fornødne kapital til banens fortsættelse til Korsør, uagtet Grothusen og Skram i dette øjemed foretog flere rejser til udlandet. Da derhos aktieselskabet befandt sig i stor pengeforlegenhed, idet banens anlæg havde kostet 1.190.000 Rdl., medens aktiekapitalen kun var 1500000 Rdl., udtrådte Grothusen 1. januar 1848 sammen med Hjorth af bestyrelsen og efterfulgtes af Müller og Viggo Rothe.
Gorthusen, som 1846 var blevet deputeret og chef for Rentekammerets 3. sektion med etatsråds titel, fratrådte i efteråret 1848 ligeledes sin stilling i Rentekammeret, da dette hævedes, men blev i København, medens flertallet af de holstenske embedsmænd for længst var flygtet efter oprørets udbrud, og indtrådte, efter i 1851 at have erholdt konferensrådstitlen, i 1852 atter i statstjenesten som departementschef i Det holsten-lauenborgske Ministerium, ved hvis organisation han efter kongens ønske var blevet taget med på råd. 1859 udnævntes han til amtmand over amterne Travendal, Reinfeld og Rethwisch og forblev efter Holstens afståelse i tjenesten, men blev allerede i foråret 1866 pensioneret af den østrigske statholder, feltmarskal-løjtnant Ludwig Karl Wilhelm von Gablenz, og flyttede til Plön, hvor han døde 29. september 1878. 25. april 1853 var han blevet Ridder af Dannebrog.
Han ægtede 29. september 1837 Marie Louise Bruhn (6. juli 1817 – 16. december 1885).